# Dicetona

Diacetila, a mais simples dicetona

Uma dicetona é uma molécula contendo dois grupos cetona. A mais simples dicetona é diacetila, também conhecida como 2,3-butanodiona. Diacetila, acetilacetona, e hexano-2,5-diona são exemplos de 1,2-, 1,3-, e 1,4-dicetonas, respectivamente. Dimedona é um exemplo de uma dicetona cíclica.